# Babiana torta
Babiana torta är en irisväxtart som beskrevs av Gwendoline Joyce Lewis. Babiana torta ingår i släktet Babiana och familjen irisväxter. Inga underarter finns listade i Catalogue of Life.